# Wyoming Highway 530
Der Wyoming Highway 530 (kurz: WYO 530) ist eine 72,97 km lange State Route im US-Bundesstaat Wyoming, die im Südwesten des Bundesstaates im Sweetwater County verläuft. Der Highway verläuft auf seiner gesamten Strecke westlich des Flaming Gorge Reservoirs und ist deshalb auch als West Flaming Gorge Road bekannt.

## Streckenverlauf

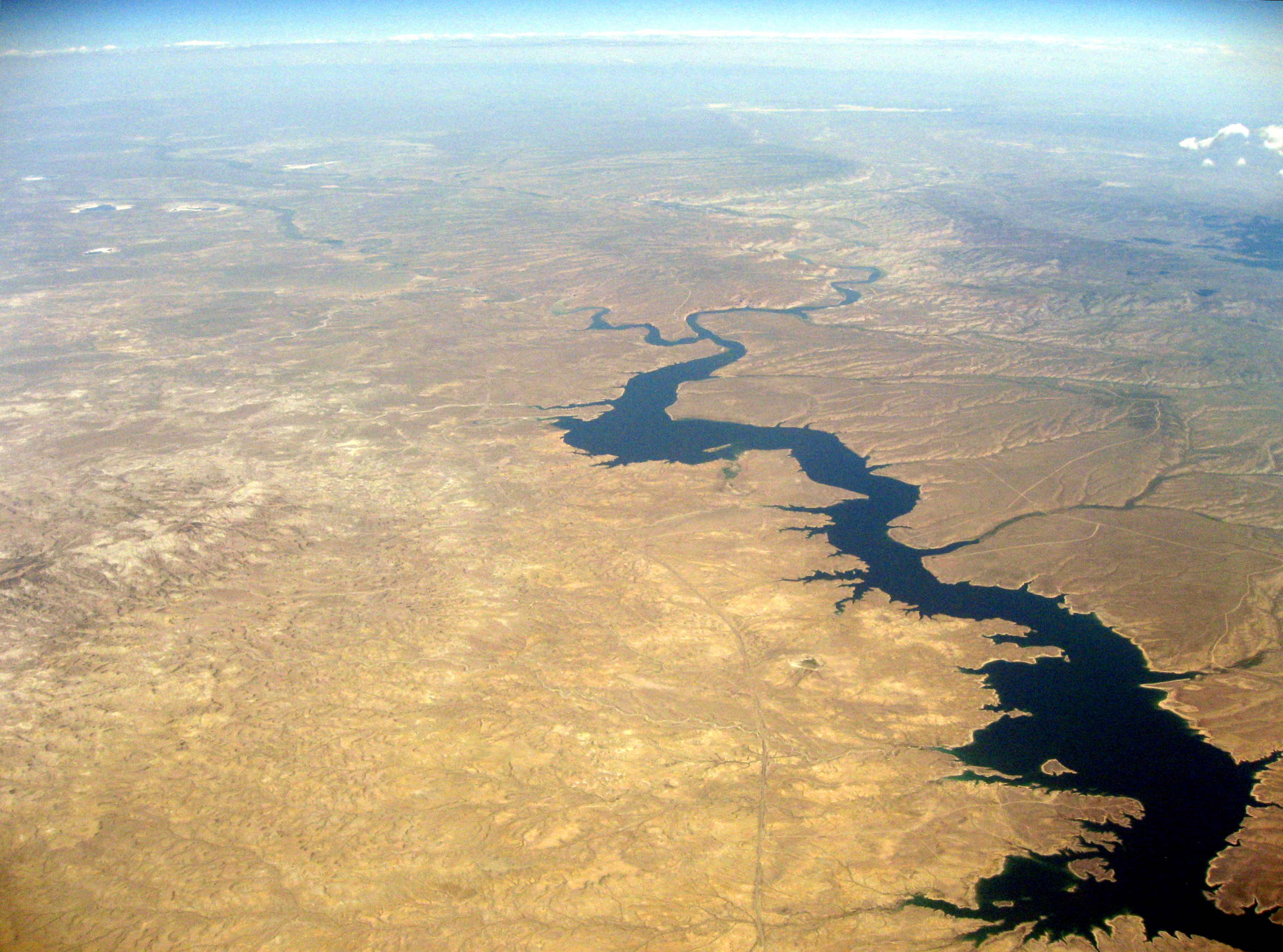
Luftaufnahme des Flaming Gorge Reservoirs: Green River und Blacks Fork am oberen Bildrand, der Wyoming Highway 530 verläuft in der Bildmitte westlich des Sees entlang.

Der Wyoming Highway 530 beginnt an der Grenze zum Bundesstaat Utah, wenige Kilometer nordöstlich des Ortes Manila, und verläuft zunächst in nordwestliche, später in nördliche Richtung durch das Sweetwater County. Der Highway überquert zu Beginn den aus den Uinta Mountains kommenden Henrys Fork und verläuft dann auf gesamter Strecke westlich des vom Green River durchflossenen Flaming Gorge Reservoirs entlang. Dabei durchquert er mehrfach die vom Ashley National Forest verwaltete Flaming Gorge National Recreation Area und überquert mit dem Blacks Fork im weiteren Verlauf einen weiteren wichtigen Zufluss des Sees. Das Wyoming Department of Transportation (WYDOT) hat viel Zeit und Geld in den Ausbau des Highways von Green River nach Süden bis zur Grenze zu Utah investiert. Die verbesserten Abschnitte des Highway 530 verfügen über breitere Seitenstreifen und Überholspuren, sind jedoch größtenteils zweispurig. Der WYO 530 kreuzt auf seiner 72 km langen, landschaftlich sehenswerten Strecke keine größeren Highways. Auf etwa halber Strecke zweigt lediglich die McKinnon Road nach Südwesten in Richtung des gleichnamigen Ortes ab. Bei Erreichen der Stadt Green River wird der Wyoming Highway 530 zu einem fünfspurigen Highway mit dem Namen Uinta Avenue (zwei Spuren in jede Richtung plus eine mittlere Abbiegespur) und kreuzt auch den Fluss Green River. 1996 wurde die Brücke des WYO 530 über den Bahnhof der Union Pacific Railroad von zwei auf vier Spuren erweitert. Nördlich der Brücke endet Wyoming Highway 530 nach insgesamt 72,97 km an der I-80 Business/US 30 Business (Flaming Gorge Way) in der Innenstadt von Green River. Diese bietet nach Osten Anschluss an die Interstate 80 in Richtung Rock Springs, nach Westen an WYO374 bzw. I-80 in Richtung Granger.

## Belege
1. 1 2 3  AARoads: Wyoming State Route Log: 500 through 789. Abgerufen am 24. März 2024 (amerikanisches Englisch).
2. ↑  Wyoming @ AARoads - Wyoming Highway 530. Abgerufen am 24. März 2024.